# Chalaines
Chalaines is een gemeente in het Franse departement Meuse (regio Grand Est) en telt 297 inwoners (1999). De plaats maakt deel uit van het arrondissement Commercy.

## Geografie
De oppervlakte van Chalaines bedraagt 8,1 km², de bevolkingsdichtheid is 36,7 inwoners per km².
De onderstaande kaart toont de ligging van Chalaines met de belangrijkste infrastructuur en aangrenzende gemeenten.

## Demografie
Onderstaande figuur toont het verloop van het inwonertal (bron: INSEE-tellingen).